# بابونه شیرازی
بابونه شیرازی (نام علمی: Anthemis pseudocotula) نام یک گونه از سرده بابونه است.